# Jean-François Chevalier
Pour les articles homonymes, voir Chevalier.
 (juin 2021).
Si vous disposez d'ouvrages ou d'articles de référence ou si vous connaissez des sites web de qualité traitant du thème abordé ici, merci de compléter l'article en donnant les références utiles à sa vérifiabilité et en les liant à la section « Notes et références ».
 (juin 2021).
La mise en forme du texte ne suit pas les recommandations de Wikipédia : il faut le « wikifier ».
Les points d'amélioration suivants sont les cas les plus fréquents. Le détail des points à revoir est peut-être précisé sur la page de discussion.
- Les titres sont pré-formatés par le logiciel. Ils ne sont ni en capitales, ni en gras.
- Le texte ne doit pas être écrit en capitales (les noms de famille non plus), ni en gras, ni en italique, ni en « petit »…
- Le gras n'est utilisé que pour surligner le titre de l'article dans l'introduction, une seule fois.
- L'italique est rarement utilisé : mots en langue étrangère, titres d'œuvres, noms de bateaux, etc.
- Les citations ne sont pas en italique mais en corps de texte normal. Elles sont entourées par des guillemets français : « et ».
- Les listes à puces sont à éviter, des paragraphes rédigés étant largement préférés. Les tableaux sont à réserver à la présentation de données structurées (résultats, etc.).
- Les appels de note de bas de page (petits chiffres en exposant, introduits par l'outil «  Source ») sont à placer entre la fin de phrase et le point final[comme ça].
- Les liens internes (vers d'autres articles de Wikipédia) sont à choisir avec parcimonie. Créez des liens vers des articles approfondissant le sujet. Les termes génériques sans rapport avec le sujet sont à éviter, ainsi que les répétitions de liens vers un même terme.
- Les liens externes sont à placer uniquement dans une section « Liens externes », à la fin de l'article. Ces liens sont à choisir avec parcimonie suivant les règles définies. Si un lien sert de source à l'article, son insertion dans le texte est à faire par les notes de bas de page.
- La présentation des références doit suivre les conventions bibliographiques. Il est recommandé d'utiliser les modèles {{Ouvrage}}, {{Chapitre}}, {{Article}}, {{Lien web}} et/ou {{Bibliographie}}. Le mode d'édition visuel peut mettre en forme automatiquement les références.
- Insérer une infobox (cadre d'informations à droite) n'est pas obligatoire pour parachever la mise en page.

Pour une aide détaillée, merci de consulter Aide:Wikification.
Si vous pensez que ces points ont été résolus, vous pouvez retirer ce bandeau et améliorer la mise en forme d'un autre article.
Jean-François Chevalier (né à Nancy en 1946) est un graveur et professeur de gravure.

## Biographie
Jean-François Chevalier fait ses études à l'École nationale supérieure d'art de Nancy dans l’atelier de gravure d’André Vahl. Il obtient le Diplôme National d’Arts Plastiques, la qualité de ses travaux le faisant, très tôt, apprécié par ses pairs : ainsi, dès 1979, ses eaux-fortes lui valent l’approbation du maître André Jacquemin. Quant à l’Académie de Stanislas qui l’a honoré, en 1970, du prix Quintard, elle confirme son choix en 1980 en lui attribuant le prix Galilée : aussi participe-t-il, en compagnie d'artistes lorrains, comme lui lauréats de ce prix, à la grande exposition de 1989 aux galeries Poirel puis en 1992, à l’hommage à Jacques Callot, modèle de tous les graveurs. 
Nommé professeur de gravure à l’École supérieure d’art de Metz en 1982, il y forme un grand nombre de disciples tout en produisant une œuvre personnelle très importante et très diversifiée, puisque s’y rassemblent dessins, gravures, peintures, sculptures, installations et objets divers. Son inventivité, son habileté, son opiniâtreté, son goût pour le monumental, voire la démesure, s’accompagnent d’une curiosité qui lui fait mettre en place toutes les techniques et tous les matériaux, même les plus insolites, papier, carton, feutre, velours, bois, fonte, acier, cristal, pierre, polyester et oser, entre eux, d’étonnantes confrontations.
C’est ainsi qu’en 1986 il grave au chalumeau décriqueur, à l’usine de Pompey, douze lingots d’acier pesant chacun plus de quatre tonnes : déposés le long de la Moselle, ces « Gueules d’enfer » constituent un hymne à la sidérurgie lorraine et un puissant hommage au labeur des hommes. En 2003, il présente dans le cloître canonial de la cathédrale de Saint-Dié-des-Vosges une installation —boules de tissus cousues et façonnées en confrontation à des roches de grès et de granit, immenses toiles peintes— où il se montre tout à la fois peintre, graveur, sculpteur et scénographe. Plus récemment encore, il proposait ses créations originales au festival du vent des Forêts et au musée du Fer à Jarville.
Depuis quatre décennies, Jean-François Chevalier, qui a participé à de multiples expositions individuelles ou collectives et dont plusieurs œuvres importantes figurent dans des collections publiques[réf. nécessaire], a ainsi créé des recueils de gravures, des stèles-tabernacles, des installations poétiques, des lieux de mémoire et d’émotion.

## Jean-François Chevalier vu par André Jacquemin
Quelle fête vous nous donnez ami Chevalier en ces dix planches !
Fête puissante de l’eau forte … Tailles libres. Franchement mordues par l’acide nitrique à l’équatinte aux valeurs d’une rare qualité … Noirs chantant avec des gris savoureux sur des personnages émouvants d’un humanisme vrai …Tenue d’une parfaite harmonie pour l’ensemble des gravures et pourtant quelle diversité.
Du tireur à l’arc au joueur de boules observé par ces deux êtres si typés… La promenade et les délicieuses « trois pucelles » précèdent l’émouvant duo…La danse avec ce couple aux étonnantes valeurs soutenu par les badauds fantomatiques … Puis la vision de rêve du « lancer de ballons » … Et le grand char. Surréaliste où le paysage si curieux s’allie à la scène…Le théâtre … reste l’eau forte la plus chantante de tâches, la plus dense peut-être de qualité plastiques …enfin la dixcémie « le dernier cortège » procession de pauvres acteurs difformes se silhouettant sur un ciel de pluie …. descendant dangereuse côte, se détachant sur le blanc du papier vierge qui suggère la mer qui engloutira tout, …. vraiment la fin de cette fête au sens le plus tragique.
Alors, je crois que par votre œuvre d’une authentique personnalité, aussi picturale que graphique, vous vous reliez aux créateurs géniaux : Goya et Picasso …
André JACQUEMIN
Cheyrac en ce début d’été 1979.
RECUEIL DE GRAVURES : « LA FETE »

## Jean-François Chevalier vu par Pierre Goudot
C’est la Fête, la fête perpétuelle de la lumière et de la couleur,
la fête du vent et du mouvement, la grande fête permanente
de la vie saisie brute dans toute sa force et sa diversité
attachantes, traduite avec violence, avec humour aussi
parfois, mais sans concessions ni compromissions. Amour
de la vie. Authenticité d’un regard lucide posé sans
complaisance sur les êtres et sur les choses. Combat
d’artisan avec la matière pour lui faire chanter l’émotion
personnelle et la beauté. Jean-François Chevalier est lui-même,
et il peut se permettre de l’être : il a du talent.
Pierre Goudot.
Lunéville - Décembre 1980

## Jean-François Chevalier vu par Félix Vazemmes
Jean-François Chevalier, né à Nancy, en 1946, s’est installé vers 1970 à Marbache. En 1964, il faisait des études aux Beaux-Arts de sa ville natale, obtenait, cinq ans après, le Diplôme national de gravure, et en 1970, le Prix de l’Académie Stanislas (prix Quintard). Il se fait vite connaître par un talent puissant, original qui, disons-le tout de suite, s’il fait penser à de grands maîtres, comme on l’a écrit, n’appartient qu’à lui. Ses expositions furent nombreuses. Le succès grandissant : Arts et Lettres de Nancy, Salon d’Automne à Paris, Salon de la Jeune Gravure en 1975. Musée de Lunéville, galerie Décade à Genève en mars et avril 1976.  Metz en 1977. Salon d’Automne en 1978. Arts et Lettres de Nancy. Maison des Arts à Epinal. Bibliothèque médiathèque de Metz en octobre 1979. Lunéville. Parvis des Arts en 1980. L’originalité de son œuvre vient du fait que J. F. Chevalier suit la frontière tourmentée séparant l’abstraction de la figuration, en visionnaire clairvoyant qui canalise, discipline ses flux impulsifs pour les traduire en clair, de sorte qu’on le voit dans ses planches gravées, atteindre la puissance psychologique de  Rembrandt, l’ironie satirique de Daumier, sans cesser de conserver une facture personnelle où dominent, semble-t-il, les courbes et les astragales. Sa vision est moderne. Il traite les thèmes qu’il rencontre, qui le surprennent, les étudie profondément, les esquisse, puis en fonction du caractère dominant qu’il veut leur donner, choisit son support et sa technique. Ce qui fait que, souvent, décanté de ce qu’il a de superficiel, l’un d’eux l’obsède jusqu’à le pousser à le traiter par les contrastes du noir et du blanc, par la variété des couleurs de la palette, par le ciseau du sculpteur ou, simplement, la plume ou le crayon du dessinateur.
Deux séries de planches retiennent jusqu’à ce jour l’attention ; le coffret contenant des eaux fortes intitulées : **La Fête** et **Les Sept péchés capitaux**, **La Fête** est un ensemble de dix eaux-fortes et aquatintes gravées et imprimées sur une ancienne presse du maître André Jacquemin. Le papier, à la forme, sort des mains de Pierre (de Vieuville-Corcieux, lequel refait du papier pur chiffon) : l’emboîtage tavelé de confetti est de Dermont-Duval de Paris, l’impression typo de J.-P. Lecomte de Remiremont. Mais parlons des planches du coffret.
André Jacquemin, qui s’y connaît, ne craignait pas, lui qui suivit du regard le travail de l’artiste, de citer, à son propos, dans la préface du catalogue d’une exposition, de parler de Goya et de Picasso. De Goya pour la fluidité, les contours évanouis de certains personnages, par ailleurs étonnants de vie ; de Picasso à cause du graphisme bousculé jusqu’aux confins du figuratif. Voici un archer, cambré sous l’effort, un joueur de boule étrangement costumé qui lance son projectile vers un but qu’il n’atteindra pas, sous les yeux de deux personnages anachroniques, des promeneurs hors du temps, une femme en blanc poussant un landau de fil de fer, un homme noir, décharné, des musiciens dont un violoniste tient un instrument plié comme les montres fondantes de Dali, des danseurs oniriques dont le ballet semble mythique, des gens de théâtre qui font des ombres énormes, fantatisques, plus vivantes qu’eux, trois vieilles filles qui ressemblent aux vieilles de Goya, un char imaginaire, surréaliste, etc. Le monde de J.-F. Chevalier, à tout le moins dans ces dix planches est celui qui serait peut-être le nôtre si nous savions le regarder, un univers où les gestes sont dérisoires, où nos fantasmes prendraient la place des indigentes éjaculations de notre raison abolie : c’est un monde pitoyablement humain, malgré toute apparence, comme le dessin en filigrane de la vie, parce qu’il révèle l’envers du décor et des personnages qui l’animent. « Quelle fête vous nous donnez en ces dix planches, ami Chevalier, écrivait André Jacquemin, fête puissante de l’eau-forte Tailles libres, franchement mordues par l’acide nitrique, alliées à l’aquatinte aux valeurs d’une rare qualité, noirs chantants avec des gris savoureux, des personnages émouvants d’un humanisme vrai …. ».
Ces qualités, on les retrouve dans le tirage limité à quatre-vingts exemplaires des sept eaux-fortes de l’artiste : **Les Sept péchés capitaux**, coloriés au pochoir par l’Imagerie Pellerin d’Epinal, et préfacés par M. Jean-Marie Dumont (!).
N’oublions pas le sculpteur du **Porteur d’eau**, «**Buste d’homme** et de ce **Croqu’enfant**, en cerisier, de 3,50 m de long, haut de 1,70 m qui orne aujourd’hui, à la joie des enfants qui le chevauchent, sans aucune peur, la cour de l’école maternelle Jacques Prévert du Montant de la Penotte à Frouard. En 1984, sortaient de ses mains, 12 planches gravées à l’eau-forte : « Hommes » ; 1985, 8 cuivres gravés à l’eau forte « Diptyques », avec tirage sur papier marouflé et emboîtage parcheminé que suivirent : **Souvenir de Voyage **, série de planches gravées avec marouflage introduit dans les tirages. En 1986, enfin, l’artiste gravait des lingots d’acier au chalumeau à l’usine de Pompey, lesquels sont installés le long de la Moselle.
Mais J.-F. Chevalier a-t-il dit son dernier mot ?
Félix Vazemmes
Janvier 1986

## Jean-François Chevalier vu par Jean-Charles Dumont Pellerin
in Préface des 7 péchés capitaux
Quel désir extraordinaire que celui de l’Imagerie d’Epinal !
Son histoire s’appuie, en effet, jusque 1920 sur une évolution technique constante et un esprit de création et de recherche véritables… Deux guerres mondiales et une évolution plus lente que celle du monde qui l’entoure diminuant considérablement l’impact de l’Image d’Epinal.
Aujourd’hui, s’inspirant de la démarche des imagiers du XIXe siècle, l’entreprise ouvre ses portes au graphisme contemporain et fait appel aux créations de notre siècle pour retrouver une dimension à la mesure de son image de marque.
Les Sept Pêchés Capitaux de Jean-François CHEVALIER illustrent ô combien ! L’évolution nécessaire du graphisme d’Epinal sur un des thèmes fondamentaux de sa production traditionnelle.
Merci à Chevalier pour ce vivifiant retour aux sources  dans l’esprit, bientôt bi-centenaire, de notre imagerie Nationale !
Jean-Charles DUMONT PELLERIN
EPINAL 1980

## Parcours
1964 - Études aux Beaux Arts de NANCY
1969 - Diplôme National de Gravure
1969 - Édition « Pompey » - Livre objet couverture fonte érodée (Recueil de Gravures)
1970 - Prix de l’Académie Stanislas
1974 - Acquisition par le Musée d’Épinal de peintures et de dessins
Acquisition d’estampes par la Bibliothèque de METZ
1975 - NANCY - Galerie des Arts et Lettres : gravures, dessins
1975 - PARIS - Salon d’automne
PARIS - Salon de la jeune gravure contemporaine
1976 - LUNEVILLE - Musée : « 15 graveurs lorrains »*
1976 - Genève (Suisse) -Galerie Décade
1977 - LIVERDUN - Domaine des Eaux Bleues - Propriété Corbin
1977 - METZ - Médiathèque : gravures, dessins, peintures
1978 - MARBACHE : première sculpture monumentale (polyester)
FROUARD : École maternelle J. Prévert « croqu’enfants » sculpture bois
1978 - PARIS - Salon d’Automne
1979 - Édition « La Fête » (Préface André JACQUEMIN) (Recueil de Gravures)
1979 - Épinal - Galerie Maison des Arts
1979 - BIELLA (Italie) - Sélection internationale de gravure*
1980 - METZ - Médiathèque : gravures, dessins
1980 - PARIS - Galerie Horizon : « La gravure originale »
PARIS - Centre d’art contemporain : « Dix ans de gravure en taille douce »*
1981 - Édition « Les Sept Pêchés Capitaux » (Préface J. Charles DUMONT-PELLERIN)
Acquisition du Musée de l’Imagerie d’Épinal
1981 - PROVINS - Hôtel de Savigny (peintures et gravures)
1982 - Édition « Les Hommes » (Recueil de Gravures)
1982 - Nommé Professeur de gravure - École des Beaux Arts de METZ
1983 - BIEALLA (Italie) - Biennale internationale de gravure*
1984 - Édition « MAROC » (Recueil de Gravures)
1985 - Édition « Diptyques » (Recueil de Gravures)
1985 - BADEN-BADEN (Allemagne) - Biennale européenne de gravure*
1985 - NANCY - Été de la sculpture
1985 - METZ - Galerie de la D.R.A.C. : gravures
Acquisition du recueil de gravures « Hommes ».
1986 - Édition « Maria » (Recueil de Gravures)
1986 - NANCY - Galerie Librairie des Arts : sculptures, gravures
1986 - POMPEY - Réalisation des « Gueules d’Enfer » : 12 sculptures d’acier réalisées à l’usine de Pompey
1987 - JARVILLE - Musée du Fer
1987 - FROUARD - sculptures : fondre l’aubier
1988 - Edition « Les bêtes) (Recueil de Gravures)
1989 - NANCY THERMAL / Materia Prima, sculptures
1989 - NANCY - Académie de Stanislas : exposition prix Galilé*
1990 - Édition « Adam et Eve et mue » (Recueil de Gravures)
1990 - NANCY Verlaine - Zoo de Haye : gravures, sculptures
1991 - CUSTINES - Église St-Léger : porte de tabernacle (Cristallerie DAUM)
1992 - Édition « Signes particuliers » (Recueil de gravures)
1992 - FROUARD - T.G.P. « Témoins d’un parcours » : gravures, sculptures
1992 - NANCY - Galerie Poirel : « Quadri-Centenaire J. Callot »
1993 - Édition « Damas enroulé » (Recueil de Gravures)
« Sur la vitre le paysage miroite de lumière » (Recueil de Gravures)
« Confluence » (Recueil de Gravures)
1993 - NANCY - Magasin Vincent CHEVALIER, 18, rue Sellier,
Les « 3 Chevalier » (Maurice, Jean-François, Xavier)*
Peintures, gravures, sculptures, photographies
1994 - Édition « Épithètes (recueil de Gravures)
« Vue d’en haut » (Recueil de Gravures)
« Le bruit » des nuages » (Recueil de Gravures)
1994 - CHAMALIERES - Triennale de l’estampe : gravures*
1995 - GIGONDAS - dessins
1996 - NANCY - Médiathèque
1996 - METZ - École des Beaux Arts - « Confluence »
1996 - GIGONDAS - cheminement de sculptures*
1997 - Édition « Maudit sacré » (Recueil de Gravures)
1998 - Édition  « Même » (Recueil de Gravures)
« Erratique » (Recueil de Gravures)
1998 - VITTEL - l’art du fer*
1999 - FORBACH - Galerie Castel coucou
2000 - Édition « Deux mille » (Recueil de gravures)
2000 - SAARBRUCKEN (Allemagne) - « Erratique - pratique » - (Jean-François, Xavier)*
2001 - NANCY - Galerie Socles et Cimaises de Desforges
2001 - Édition - « De toutes les Directions »
2002 - Édition - « Sites »
2002 - Édition « Aux Jours d’Aujourd’hui »
2002 - NANCY - Médiathèque  « Six Graveurs »*
2003 - ST-DIE-des-VOSGES - Musée Pierre Noël - « Un peu, après »
2003 - NANCY - Parc de la Cure d’Air - « Vingt Sculpteurs »*
LIGNY-en-BARROIS - « Six Graveurs »*
2003 - Édition « Les Fleurs du Salon »
2004 - Édition « Les Portes du Clapier »
2004 - NEUFCHATEAU - Galerie Trait-Union - « Les douze portes du Clapier »
2004 - BACCARAT - « Panneau de Cristal »*
2004 - GOVILLER - (Pays de Barr) - Frac Alsace - « Transparences »
2005 - ANNECY - Arcothèque - « Maudits Sacrés »
2005 - Édition - « Le Désir du Toucher »
2006 - FRESNES-au-MONT - Le Vent des Forêts - « Mât de Cocagne »
2006 - Édition « Vivace »
2007 - JARVILLE - Musée de l’Histoire du Fer - « Naturellement »
2008 - Édition « Colonnes »
2008 - PARIS - « Aquarelles »

## Acquisitions
- EPINAL - Musée : peintures
- F.R.A.C. de Lorraine : gravures
- JARVILLE - F.R.A.M. - Musée du fer : « 12 lingots gravés » (au chalumeau décriqueur à l’usine de Pompey)
- CUSTINES - Église porte de Tabernacle (cristallerie DAUM)
- FROUARD - Lieu-dit « Gueule d’Enfer) : cadran solaire
- FORBACH - Etendards
- FROUARD - École J. Prévert - « Le croq’enfants » : sculpture bois
- Bibliothèque  Nationale de Paris
- Bibliothèque de NANCY
- Cabinet des estampes de STRASBOURG
- Cabinet des estampes de ST DIE
- Artothèque de MULHOUSE
- Médiathèque de METZ
- Médiathèque de NANCY
- Musée de l’Imagerie d’EPINAL
- Musée du fer de JARVILLE
- Usine de PONT-à-MOUSSON - Monuments Commémoratifs (Accident 1936 - Cimetière de Blénod)
- Monuments Commémoratifs 1939/1945 (Cimetière de Pompey)
- Musée de SAINT-DIE : « Deux Pierres »
- Ville de NEUFCHATEAU : « Les Portes du Clapet)
- Ville de BACCARAT : Panneaux de Cristal « Mire »
- Artothèque de ANNECY - Gravure « Maudit Sacré »
- FRESNES-aux-MONTS : « Le vent des forêts »
« Mât de Cocagne et ses engins ».